# Gcaleka acuta
Gcaleka acuta är en insektsart som beskrevs av Naudé 1926. Gcaleka acuta ingår i släktet Gcaleka och familjen dvärgstritar. Inga underarter finns listade i Catalogue of Life.